# Karel Tomsa
Karel Tomsa (17. července 1904 Nymburk – 3. srpna 1993 Týnec nad Sázavou) byl český zeměměřič a fotogrammetr.

## Život
Vystudoval České vysoké učení technické v Praze (ČVUT). Mezi roky 1926 a 1956 působil v akademickém prostředí. Nejprve se stal asistentem Josefa Ryšavého na ČVUT, pak přešel na brněnskou Vysokou školu zemědělskou, kde se stal pomocníkem Antonína Tichého. Zaměstnán byl také u Vojenských lesů, na československém ministerstvu zemědělství a v Lesoprojektu Státních lesů. V letech 1957 a 1966 byl zaměstnán ve Výzkumném ústavu geodetickém, topografickém a kartografickém v Praze (VÚGTK) na pozici vědeckého pracovníka. Věnoval se lesnické geodézii a fotogrammetrii. Patřil mezi první vědce v Československu, kdo představil své řešení analytické aerotriangulace, které posléze aplikoval i v reálném použití. Své výzkumy představil v díle nazvaném Praktická geometrie lesnická, jež vydal v roce 1966.